# فرشتگان (فیلم ۲۰۰۷)
«فرشتگان» (انگلیسی: Angels (2007 film)) یک فیلم است که در سال ۲۰۰۷ منتشر شد.